# NGC 5078

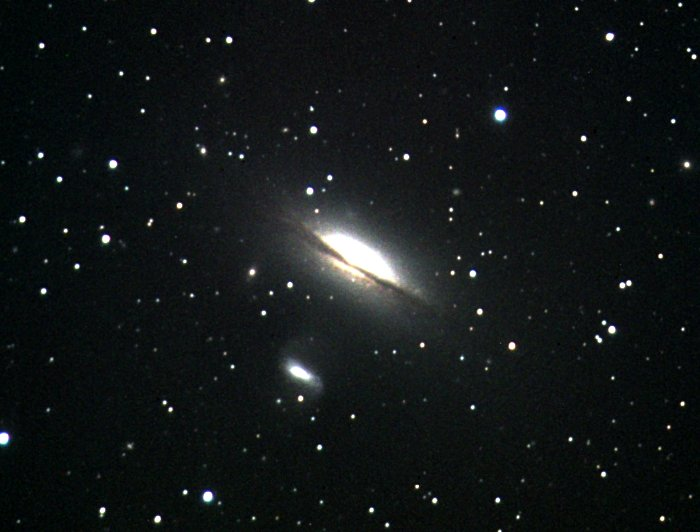
Al centro dell'immagine NGC5078. E' visibile (più in basso) anche IC 879

NGC 5078 è una galassia a spirale nella costellazione dell'Idra, che si trova a circa 94 milioni di anni luce dalla Terra. Ha un diametro di 127.000 anni luce, e fa quasi certamente parte del gruppo NGC 5061.
La scia di polvere cosmica di NGC 5078 appare deformata, probabilmente a causa dell'interazione con la vicina galassia IC 879, la cui scia presenta a sua volta una distorsione a forma di "S", appunto per la reciproca interazione.
Si calcola che le due galassie siano separate da una distanza minima di circa 61.000 anni luce. A termine di paragone, la Grande Nube di Magellano si trova a circa 160.000 anni luce dalla Via Lattea.